# Spiegelklokje
Spiegelklokje (Legousia) is een geslacht van eenjarige, tweejarige en overblijvende kruiden uit de klokjesfamilie (Campanulaceae).
Het geslacht kent een vijftiental soorten in Europa, waaronder het Middellandse Zeegebied.
In Nederland voorkomende soorten:
- Groot spiegelklokje (Legousia speculum-veneris)
- Klein spiegelklokje (Legousia hybrida)

... · 
Adenophora · 
Brighamia · 
Cyanea · 
Campanula (Klokje) · 
Campanulastrum · 
Delissea · 
Jasione · 
Legousia (Spiegelklokje) ·  
Lobelia (Lobelia) · 
Ostrowskia · 
Phyteuma (Rapunzel) · 
Trachelium · 
Wahlenbergia · 
...